# Tapirus terrestris
El tapir amazónico, danta común, sachavaca, anta, o mboreví (Tapirus terrestris) es una especie de mamífero perisodáctilo de la familia Tapiridae que habita en Sudamérica. En la provincia de Salta en Argentina fue declarado monumento natural provincial mediante el decreto n.º 4625/2011 de noviembre de 2011. Lo que conlleva tanto su incorporación como elemento representativo como así también su protección absoluta. Tapirus terrestris fue declarado también monumento natural de la provincia de Misiones mediante la ley n.º 2589 sancionada el 11 de noviembre de 1988, por la provincia del Chaco por la ley n.º 5887 sancionada el 25 de abril de 2007 y por la provincia de Formosa por la ley n.º 1582 de 14 de junio de 2012.

## Descripción

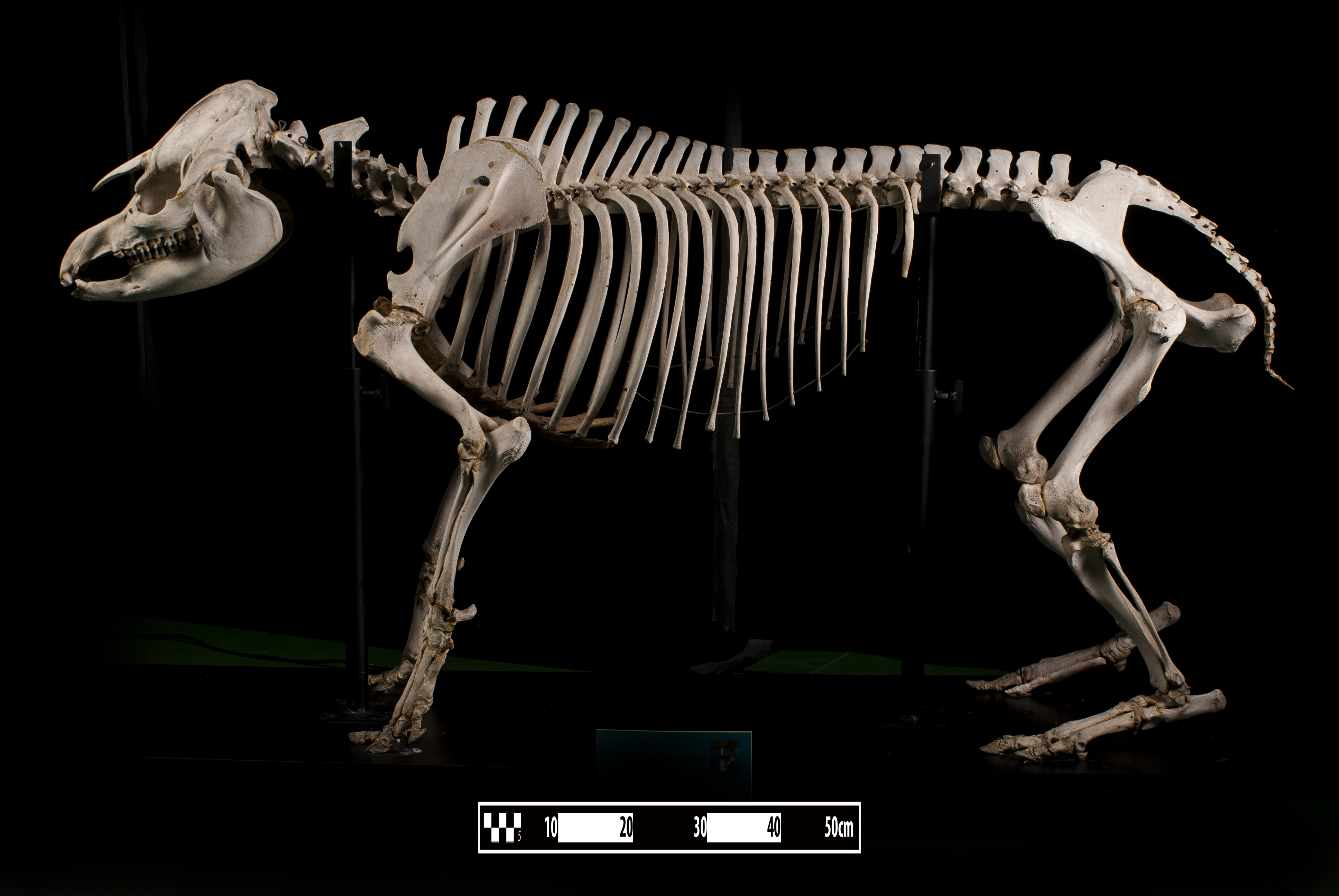
Esqueleto

Es el mayor mamífero terrestre de Sudamérica. Mide de 1,7 a 2,5 m de largo y pesa hasta 300 kg; cola de 5 a 10 cm de largo; a la cruz mide de 75 a 110 cm; cuerpo grisáceo, a pardo oscuro, orejas pardas con las puntas blancas. Presenta una trompa en el labio superior. Lleva una crin estrecha y erecta desde la cola hasta el cuello.[cita requerida]

## Ecología

### Alimentación
Es herbívoro y usa su probóscide (nariz móvil) para comer hojas, ramas, frutas, etc.

### Depredadores
El tapir amazónico es el animal terrestre más grande de Sudamérica. Con su gran tamaño puede embestir a cualquier cosa que considere una amenaza, y huye corriendo a través de la vegetación, aplastando y destruyendo todo lo que encuentre en su camino. Un ejemplar adulto y saludable solo puede ser cazado por el jaguar, el cual emplea su gran tamaño y fuerza para sujetar, y sus fuertes mandíbulas para morder la nuca de su presa, luego de saltar sobre su espalda, para matarla. El tapir, para huir del jaguar, corre hacia el río o arroyo del que nunca se aleja demasiado (para poder refrescarse y en este caso huir), ya que es mucho mejor nadador y buceador que el felino. Estas escenas de caza entre estos dos grandes animales, los mayores depredador y herbívoro de Sudamérica, son muy raras de registrar. Salvo por el jaguar (el superdepredador tope de estos ecosistemas), el tapir ya no tendría depredadores de los que preocuparse demasiado. Pero si se trata de un ejemplar juvenil o ternero, si tiene más posibles depredadores. Una cría subadulta desprotegida de su madre puede ser cazada por el puma, el caimán negro, o una manada de perros venaderos, mientras que una cría más pequeña aún, recién nacida por ejemplo, puede caer presa de la anaconda, o del caimán de anteojos.

### Comportamiento

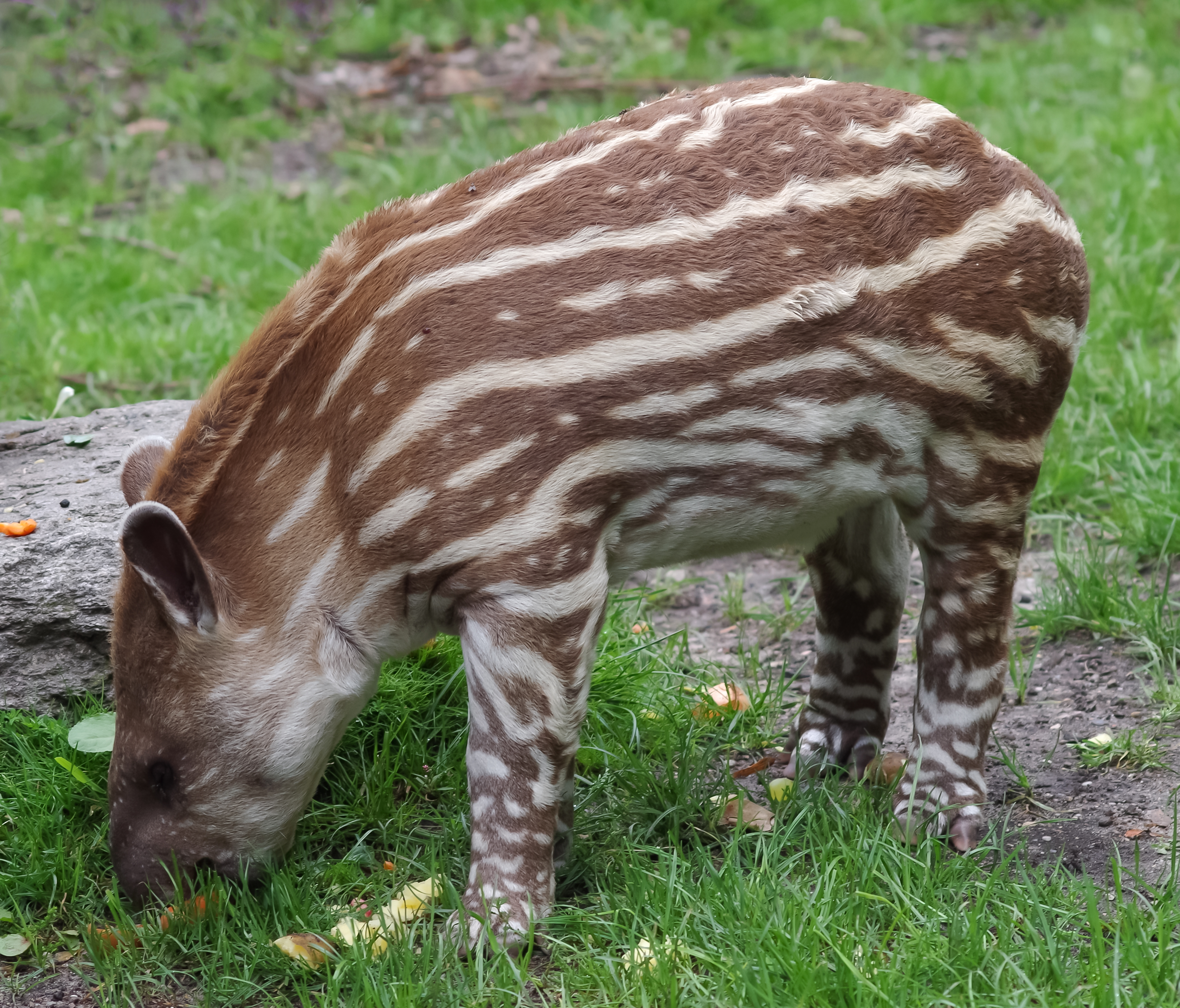
Cría de tapir amazónico.

Son excelentes nadadores y buceadores, y también se mueven velozmente en tierra, incluso en terreno montañoso. Tienen una longevidad de 25 a 30 años. En la vida salvaje, es predado por caimanes, anacondas, felinos como el jaguar, y el puma que lo atacan de noche, cuando salen del agua y duermen en la costa. Son animales crepusculares; terrestres y semi-acuáticos. Tienen poca vista y un excelente olfato. Se desplazan mucho dentro del bosque, incluyendo tierra firme, lejos del agua. De día descansan entre la densa vegetación, especialmente entre los pantanos. Sus huellas son frecuentes en el bosque, son tímidos, silenciosos y raramente se los ve. El excremento es un gran montón de fibras, semillas y fragmentos de hojas, a menudo depositados en el agua. En peligro corren al agua, se sumergen y nadan debajo la superficie. Estos animales gustan de lamer la sal de las colpas, frecuentemente en los mismos lugares donde están los pecaríes. La gestación dura 13 meses, y la hembra pare una camada cada dos años, con una cría por camada.
Suelen ser solitarios y territoriales, excepto cuando se reproducen. Son polígamos. Al llegar a la adultez, se dispersan del sitio de nacimiento.

## Distribución y hábitat
El tapir amazónico habita solamente en regiones cálidas de América del Sur, al este de los Andes. Se distribuye en el norte de Argentina, zonas cálidas húmedas y yungas de Bolivia —salvo en áreas altiplánicas—, gran parte de Brasil, Colombia —salvo el oeste—, Ecuador —salvo el oeste—, Guayana, Paraguay, Perú —al este de los Andes— y Venezuela.

### Hábitat
Vive en selvas pluviosas y en zonas cercanas a pantanos y ríos, desde el nivel del mar hasta los 1700 m s. n. m. Suele estar cerca del agua, como buen nadador que es.
Es más común en ambiente forestados cerca del agua, aunque también puede vivir en ambientes abiertos o lejanos al agua. Mantiene una importante población en la cuenca del Amazonas y en laderas selváticas de los Andes.

## Taxonomía

### Subespecies
- Tapirus terrestris aenigmaticus Gray, 1872
- Tapirus terrestris colombianus Hershkovitz, 1954
- Tapirus terrestris spegazzinii Ameghino, 1909
- Tapirus terrestris terrestris Linneo, 1758

## Estado de conservación

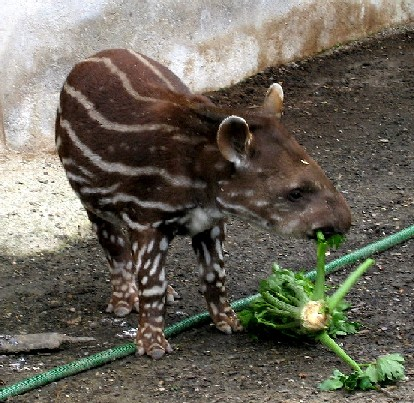
Cría de tapir.

Aun siendo la especie más abundante de tapir, su conservación se encuentra en regresión. El tapir se encuentra en riesgo de extinción desde el 2 de junio de 1970 debido a la caza ilegal para obtener su carne y piel, y a la destrucción de su hábitat.